# 大名倒産
『大名倒産』（だいみょうとうさん）は、浅田次郎による時代小説。雑誌『文藝春秋』（文藝春秋）の2016年4月号から2019年9月号に連載されたのち、2019年12月10日に単行本上下巻が同社から刊行された。2022年9月10日には文春文庫版上下巻が発売された。

## あらすじ
石高3万石と幕府から目されていた越後丹生山藩であったが、実は借金だらけで、その金額は実に25万両（2022年現在の金額で約100億円）という途方もないものであった。よほどの奇跡でも起こらない限り、越後丹生山藩が多額の借金により押し潰されて陥落してしまうのはもはや時間の問題、という状況にあった。
家督を継ぐはずの長兄が急逝し、庶子である四男の小四郎が十三代目和泉守を継ぐことになった。すでに隠居となっていた十二代目の父は、計画倒産を成し遂げた暁に小四郎に腹を切ってもらうためという何とも理不尽な理由で家督を譲ったのだ。
金がないのに次兄の結婚や大名行列と、次から次へと難題が降りかかる。貧乏神や七福神が見守る中、庶民から一国の大名になった小四郎は、越後丹生山藩を潰すまい、そして領地の民を苦しませることはさせまいと奮闘する。

## 登場人物

### 主人公
松平和泉守信房（小四郎）
数え21歳。越後丹生山藩（にぶやまはん）の第十三代当主。
先代が近隣の農家から下屋敷に奉公にあがっていた村娘・なつに手をつけて産ませた四男坊。

### 親族
新次郎
小四郎の次兄。江戸中屋敷（駒込）に住む。数え26歳。正室の子で、うつけ者（先代の父曰く「天衣無縫の馬鹿」）だが庭造りには天賦の才を発揮する。
喜三郎
小四郎の三兄。天保10年生まれ。数え24歳。「きさぶ様」と呼ばれ慕われる。側室の子で、賢く気さくな人柄。生まれつき病弱で国元を離れたことがない。
正心坊
小四郎の異父弟。なつと間垣作兵衛の間に生まれた子。数え18歳。生まれつき盲目である。並外れて勘が鋭く、平家琵琶の名手。柏木村の下屋敷で生まれるが、生まれて間もないころに、義父兄・小四郎との関係を案じた父により、丹生山城下の古刹『浄観院』に預けられ、住職の上人様に育てられる。浄観院の庫裏に住む。
間垣作兵衛
小四郎の育ての親。妻子と別れて国元に戻り、鮭役人として活躍。蘆川に上る鮭を慈しみ、みずから鋤鍬をふるって産卵のための支流を開削。乱獲によって尽きかけていた鮭が再び勢いを得たのは作兵衛の手柄。
小池越中守
新次郎の嫁・お初の父。50歳。大番頭（おおばんがしら）。武辺者で知られる旗本。
御隠居様
越後丹生山藩の第十二代当主。計画倒産を目論み、庶子（妾腹）である四男の小四郎に家督を譲る。その後は柏木村の下屋敷に隠居しながら、百姓与作、茶人一狐斎、職人左前甚五郎など、様々に役柄を演じ分けて、日々暮らす。

### 家臣
磯貝平八郎
小四郎の幼なじみ。小四郎と同齢。江戸下屋敷の門長屋に生まれ育つ。徒士（かち）の次男坊。筋骨たくましく、剣術が得意。
国入り後は御用人になる。
矢部貞吉
平八郎と同じく小四郎の幼なじみ。小四郎と同齢。江戸下屋敷の門長屋に生まれ育つ。足軽の倅。膂力に欠けるが、目から鼻へ抜ける賢い男。
国入り後は、大抜擢され、国元三役の一つである大納戸役になる。
佐藤惣右衛門
国家老。藩の中では兎角影が薄くなっている。数え65歳の老役。安政のころに流行したコロリの病で、妻と家督を譲ったばかりの息子を同時に亡くしたため、老身に鞭を打ち、家老職に復帰している。
鈴木右近
国家老。惣右衛門同様、藩の中では存在感に欠けて貫禄不足。数え24歳の若者。年齢に見合わず物静かで、無口。律義者。妻のカネと新之助という幼子がいる。
平塚吉右衛門
筆頭家老。家柄以外さして能のない老人。
天野大膳
付家老。立藩の折に幕府から差し遣わされた家柄ゆえ「御付人様」と呼び習わされる。30半ばの切れ者。
橋爪左平次
勘定方。極度の小心者で、第十三代当主の小四郎の国入りに付き添う。城下の役宅に、妻・つやと嫁入り前の娘、元服前の嫡男の息子、幼子の3人のこどもたちがいる。35歳。
楠五郎次郎
江戸留守居役。江戸屋敷を取り仕切る差配役。幕閣との渉外が役目で弁が立つが、情に脆い。
嘉島八兵衛
下屋敷の御側用人。御隠居様の側近。
板倉周防守
寺社奉行兼月番老中。備中松山五万石の城持ち大名。長らく幕閣に参与しており、この人なくしてご政道立ち行かぬとされる才人。

### その他
比留間伝蔵
元武士の町人（水道橋の冷水売り）。以前は、西国のとある家の勘定方添役を担っていたが、武士であることに嫌気がさして出奔(脱藩)。
清右衛門
三井越後屋の元締番頭。丹生山松平家への筆頭貸元として、日頃は出入りの商人たちを仕切っている。
仙藤利右衛門
丹生山領きっての豪農であり豪商。酒造業や醸造業をはじめとする事業も営む。貸金業を良しとせずに、一千町歩を超える田畑を堅実に守ってきた仙藤一族本家の当主。金の貸し借りを一切しない代わりに、市場に大金を投機して相場を動かすという豪胆な商いを得意とし、仙藤本家は堂島の米市場を動かすと言われる。
上人様
丹生山城下の古刹で「子育て寺」としても知られる浄観院の住職。御齢94歳。寄る辺の無い子らを引き取り、育ててきた。
仁王丸
髪も髭も赤く、瞳は青く、肌の白い「自称・山賊」。本名・善助。山中の洞窟で猿の群れと暮らしている。
大黒屋幸兵衛
日本橋室町にある両替商大黒屋の9代目の当主。才覚を買われ娘婿として、当主の座についた。
伊兵衛
大黒屋の丹生山先店を預かる番頭。丹生山領内の小作の家に生まれ、間引きされる命を浄観院の上人様に救われ、浄観院で育つ。数え41歳。
鴻池善右衛門
三井、住友と並ぶ豪商・鴻池の当主。23歳。

## 書誌情報
- 単行本：文藝春秋、2019年12月10日
  - 上巻 ISBN 978-4-16-391139-7 / 下巻 ISBN 978-4-16-391140-3
- 文庫本：文春文庫、2022年09月10日
  - 上巻 ISBN 978-4-16-791928-3 / 下巻 ISBN 978-4-16-791929-0

## 映画
2023年6月23日に公開された。監督は前田哲、主演は神木隆之介。

### キャスト
- 松平小四郎：神木隆之介（幼少期：山田暖絆[7]）
- さよ：杉咲花[4][6]（幼少期：船川燿[8]）
- 松平新次郎：松山ケンイチ[4][6]
- 間垣作兵衛：小日向文世[4][6]
- 橋爪左平次：小手伸也[4][6]
- 松平喜三郎：桜田通[4][6]
- なつ：宮﨑あおい[4][6]
- 天元屋のタツ：キムラ緑子[9]
- 天野大膳 / 天野中膳 / 天野小膳：梶原善[9]
- 板倉周防守：勝村政信[9]
- 仁科摂津守：石橋蓮司[9]
- 小池越中守：髙田延彦[9]
- お初：藤間爽子[9]
- 白田新左エ門：カトウシンスケ
- 黒田市ノ進：秋谷郁甫
- 橋爪しの：ヒコロヒー[9]
- 磯貝平八郎：浅野忠信[4][6]
- 一狐斎：佐藤浩市[4][6]

### スタッフ
- 原作：浅田次郎『大名倒産』（文春文庫刊）
- 監督：前田哲[10]
- 脚本：丑尾健太郎、稲葉一広[10]
- 音楽：大友良英
- 主題歌：GReeeeN「WONDERFUL」（ユニバーサル ミュージック）[11]
- エグゼクティブプロデューサー：吉田繁暁
- プロデューサー：石塚慶生、西麻美
- 撮影：板倉陽子
- 照明：高屋齋
- 美術：原田哲男
- 音響：白取貢
- 編集：西潟弘記
- 衣装：鍜本美佐子
- メイク：山下みどり、広瀬紀代美
- 装飾：鎌田康男
- VFXプロデューサー：齋藤大輔
- 音響効果：北田雅也
- スクリプター：西岡智子
- スタントコーディネーター：東山龍平
- 製作担当：刈屋真、柴野淳
- 音楽プロデューサー：高石真美
- 宣伝プロデューサー：真保麻希子
- 助監督：大脇邦彦
- ラインプロデューサー：山田智也
- 助成：文化庁
- 制作プロダクション：松竹撮影所
- 制作協力：松竹映像センター
- 企画・配給：松竹
- 製作：映画「大名倒産」製作委員会（松竹、テレビ東京、木下グループ、博報堂、文藝春秋、朝日新聞社、BSテレビ東京、テレビ大阪、コロナワールド、コーエーテクモゲームス、トーハン、松竹ブロードキャスティング）